# Harmony Link

Landkarte mit dem Verlauf von Harmony Link durch das Gotlandbecken der Ostsee

Harmony Link ist der Name einer in Bau befindlichen Hochspannungs-Gleichstrom-Übertragung zwischen Polen und Litauen. Die Verbindung mit einer maximalen Übertragungsleistung von 700 MW soll LitPol Link, die zurzeit einzige direkte Verbindung zwischen den Stromnetzen des Baltikums und Kontinentaleuropas, ergänzen.

## Gesamtprojekt
Harmony Link ist eine in Bau befindliche litauisch-polnische Stromverbindungsleitung, die das Umspannwerk Zarnowiec in der polnischen Region Pommern mit dem Umspannwerk Darbėnai in der litauischen Region Kretinga verbinden wird. Die Kernkomponente der Verbindungsleitung ist ein Hochspannungs-Gleichstrom-Übertragungskabel (HGÜ) mit einer Leistung von 700 MW. Die Stromverbindung wird etwa 330 Kilometer lang sein, davon entfallen etwa 290 Kilometer auf die Offshore-Strecke.
Das Unterseekabel wird die Energiesicherheit der Region verbessern, indem es nach der Synchronisierung der litauischen, lettischen und estnischen Stromsysteme mit dem Kontinentaleuropäischen Synchrongebiet (CESA) eine Handelsfunktion übernimmt.
Die Investoren des Projekts sind die polnischen und litauischen Stromübertragungsnetzbetreiber Polskie Sieci Elektroenergetyczne SA (PSE) und Litgrid.

## Geschichte
Im Jahr 2018 unterzeichneten der litauische Übertragungsnetzbetreiber Litgrid und der polnische Netzbetreiber PSE eine Verpflichtungsvereinbarung zum Bau einer neuen Hochspannungsverbindung der beiden Länder.
Die Vorarbeiten für Harmony Link laufen seit Anfang 2019. Zuerst war die Ausführung als Unterseekabel geplant. 2023 wurde die Ausschreibung für die Bauarbeiten des Unterseekabels allerdings gestoppt, nachdem es zu einer starken Kostensteigerung kam. 2024 einigten sich die Baulastträger auf die Konstruktion einer Landverbindung zwischen beiden Ländern. Bis 2026 soll ein technischer Entwicklungsplan erstellt und die erforderlichen Umweltverträglichkeitsprüfungen durchgeführt werden. Eine Inbetriebnahme ist für 2030 geplant.